# David II d'Iméréthie
David II d'Iméréthie (en géorgien : დავით II, Davit II ; 1756-1795) est roi d'Iméréthie de 1784 à 1789.

## Biographie
David est un fils du roi Georges IX d'Iméréthie. Il devient régent après la mort de son cousin le roi Salomon Ier puis, le 14 mai 1784, il usurpe le trône d'Iméréthie qui doit revenir à son homonyme le prince David, le futur Salomon II, fils du prince Archil, le frère du roi défunt.
David II est finalement expulsé du trône en 1789 grâce à l'intervention armée du roi Héraclius II de Géorgie, le grand-père maternel de Salomon II. David II continue à s'opposer au nouveau roi jusqu'en 1792 avant de se retirer en Russie. Il meurt en 1795.

## Union et descendance
David II a épousé Anne (1765-1832), fille de Mamouka, prince Orbéliani, dont quatre filles et :
- Constantin Davidovitch Imeretinsk, prince russe, prétendant au trône d'Iméréthie en concurrence avec les descendants de Salomon Ier.